# Dormind în lumină
„Dormind în lumină” (titlu original: „Sleeping in Light”) este ultimul episod al serialului de televiziune Babylon 5.

## Legături externe
- Dormind în lumină la Internet Movie Database